# 兰顿蚂蚁

11000步后的兰顿蚂蚁图像，红色像素是蚂蚁所在的位置。

兰顿蚂蚁（英語：Langton's ant）是细胞自动机的例子。它由克里斯托夫·兰顿在1986年提出，它由黑白格子和一只“蚂蚁”构成，是一个二维图灵机。兰顿蚂蚁拥有非常简单的逻辑和复杂的表现。在2000年兰顿蚂蚁的图灵完备性被证明。兰顿蚂蚁的想法后来被推广，比如使用多种颜色。

## 规则
在平面上的正方形格被填上黑色或白色。在其中一格正方形有一只「蚂蚁」。它的头部朝向上下左右其中一方。
- 若蚂蚁在白格，右转90度，将该格改为黑格，向前移一步；
- 若蚂蚁在黑格，左转90度，将该格改为白格，向前移一步。

## 行为模式
若从全白的背景开始，在一开始的数百步，蚂蚁留下的路线会出现许多对称或重复的形状，然后会出现类似混沌的假随机，至约一万步后会出现以104步为周期无限重复的「高速公路」朝固定方向移动。在目前试过的所有起始状态，蚂蚁的路线最终都会变成高速公路，但尚无法证明这是无论任何起始状态都会导致的必然结果。

## 推广
除了两种颜色分别让蚂蚁左转或右转，也可以定义更多种颜色进行循环。通用的表示方法是用L和R依序表示各颜色是左转还是右转，兰顿蚂蚁的规则即可表示为RL。有些规则会产生对称或重复的形状。另外除了用方格，也可以用其他如六角形的格子。

使用多种颜色的兰顿蚂蚁的示例
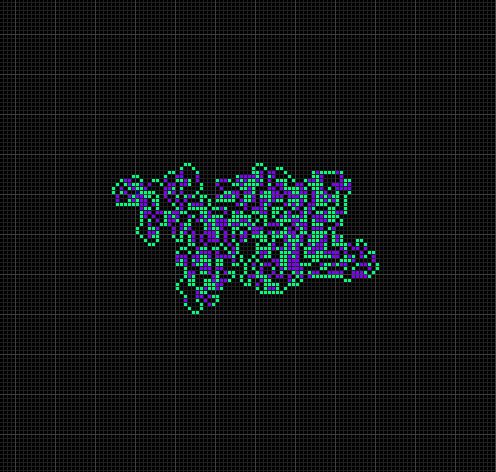
RLR: 混沌的生长，没有证实会产生高速公路
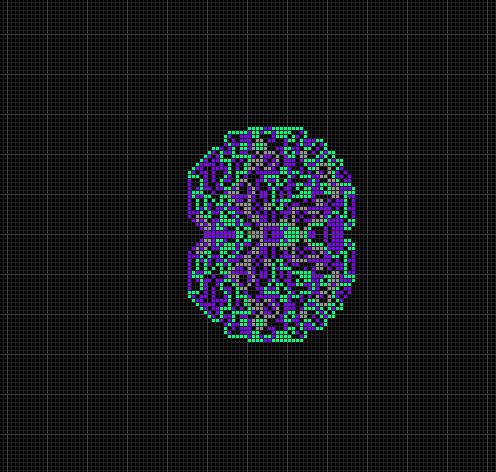
LLRR: 对称的生长.
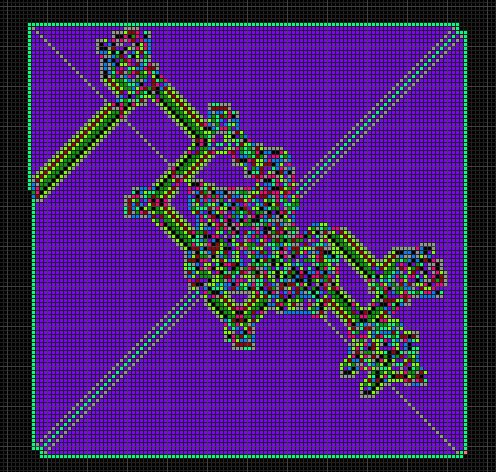
LRRRRRLLR: 形成方块.
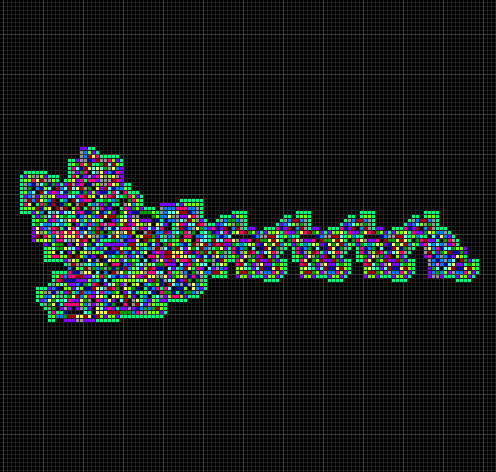
LLRRRLRLRLLR: 生成高速公路.
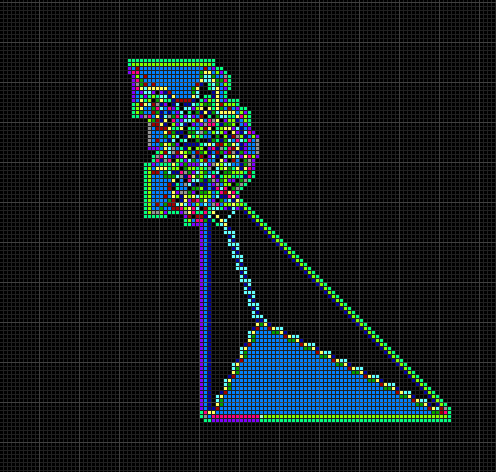
RRLLLRLLLRRR: 生成一个移动并生长的实心三角形.
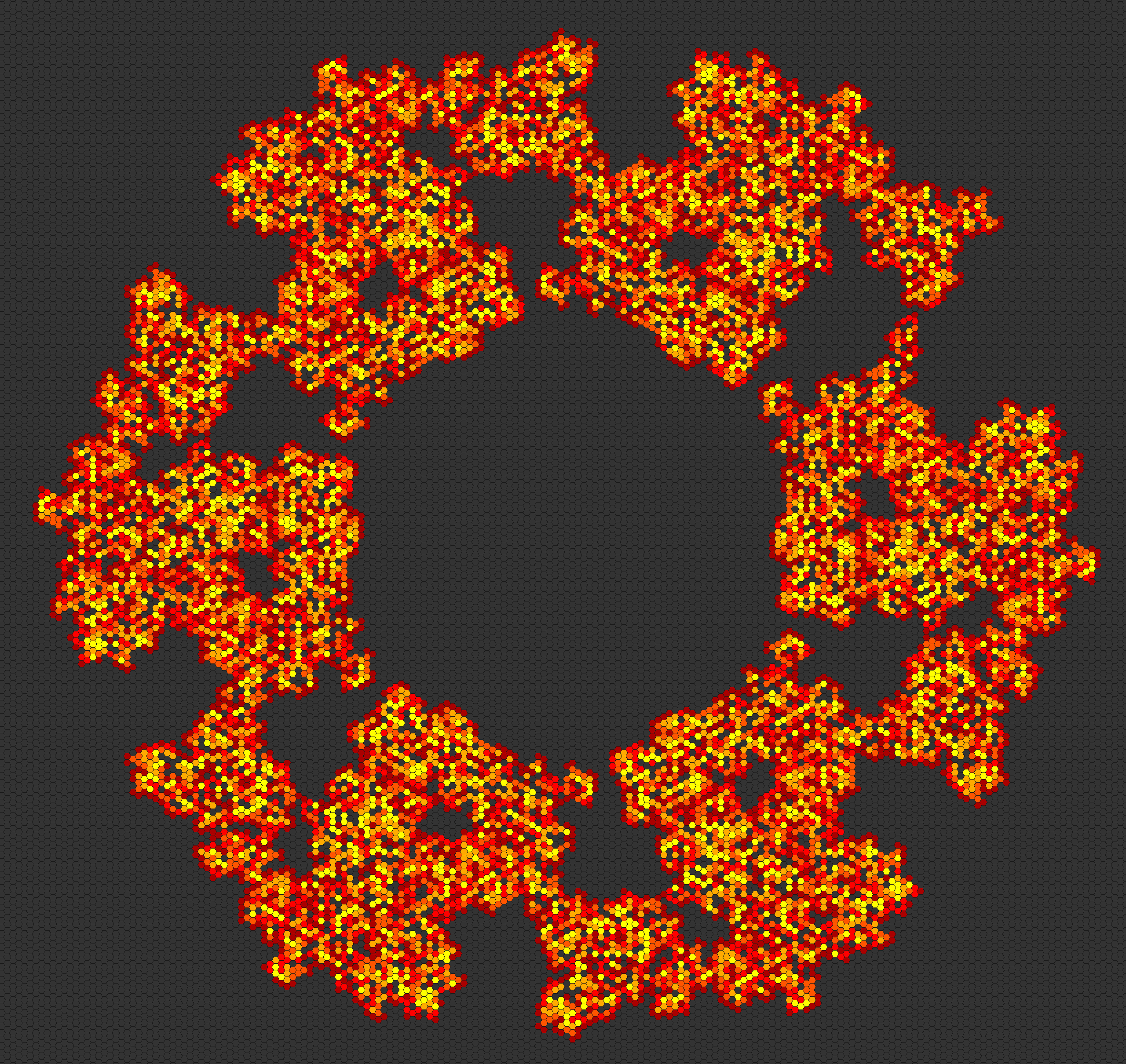
L2NNL1L2L1: 六边形循环生长.
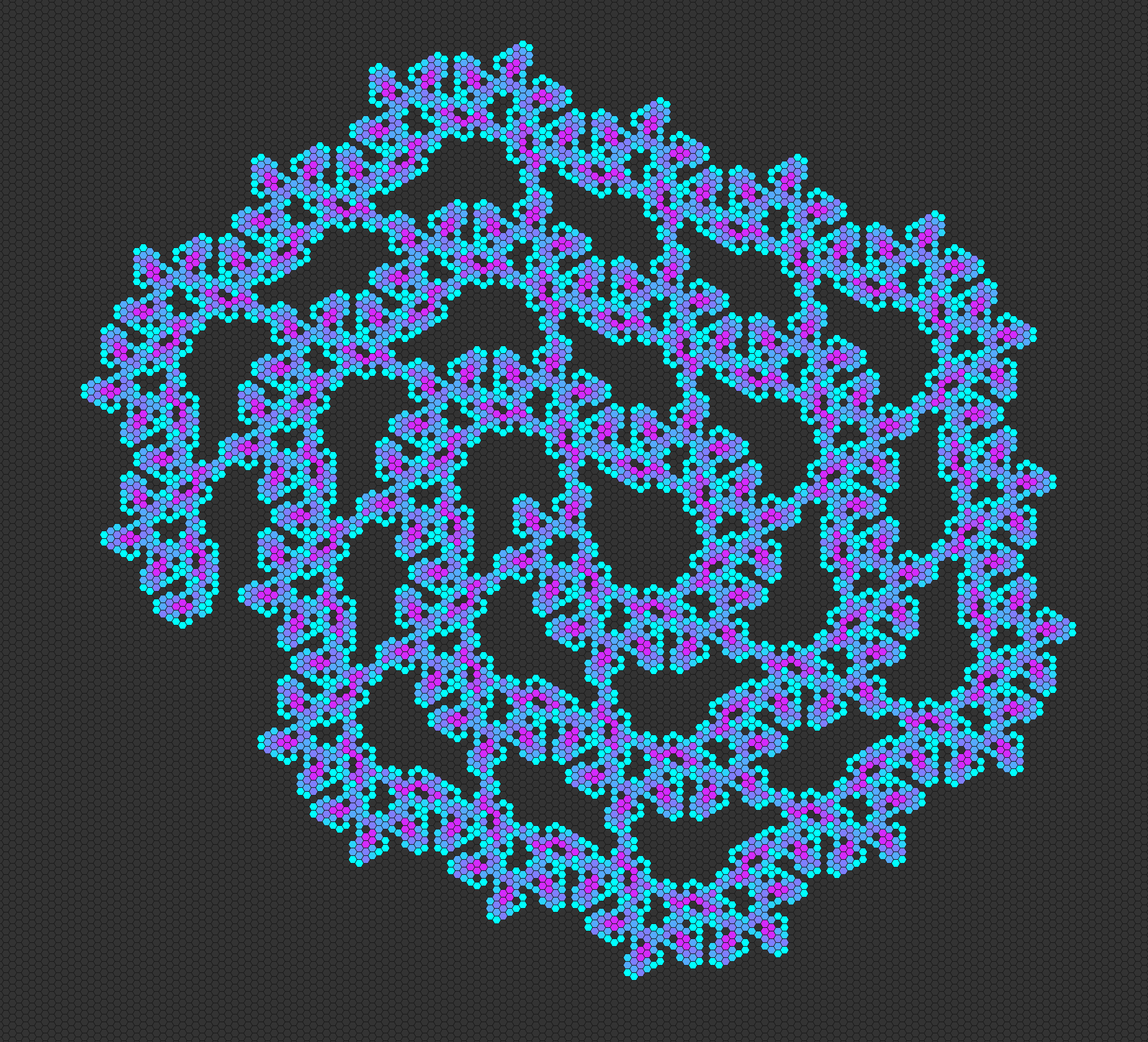
L1L2NUL2L1R2: 六边形螺旋生长.
R1R2NUR2R1L2: 动画.